# Płyta Desantu 3 Dywizji Piechoty

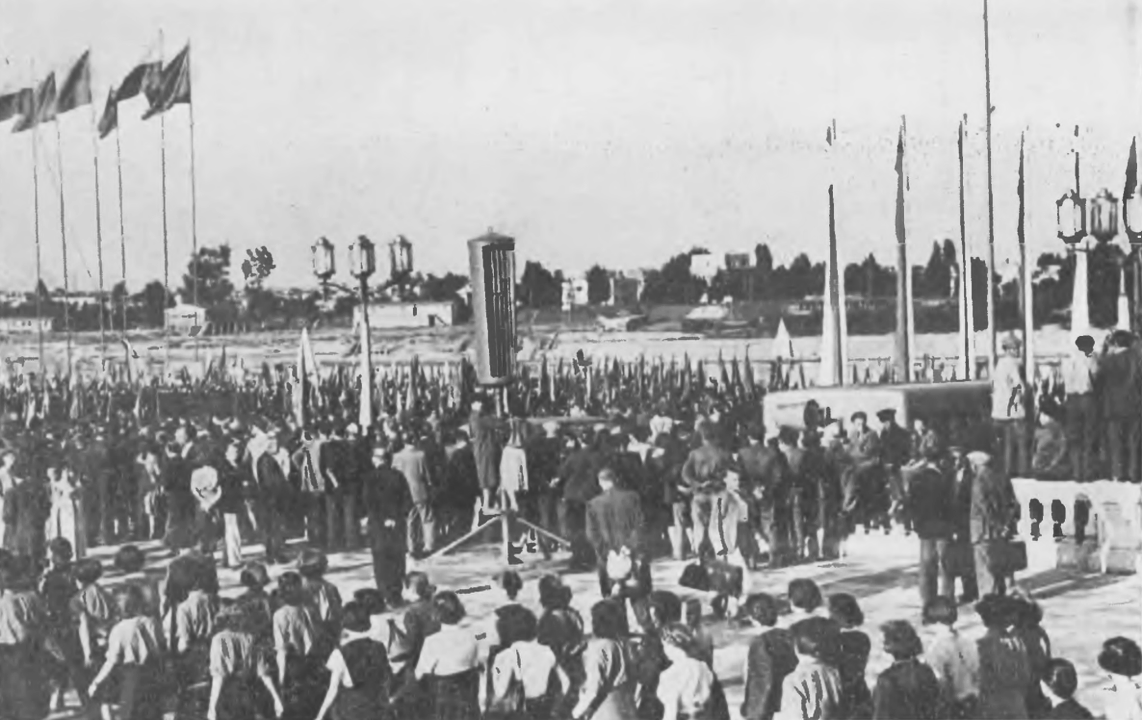
Uroczystość odsłonięcia płyty we wrześniu 1951

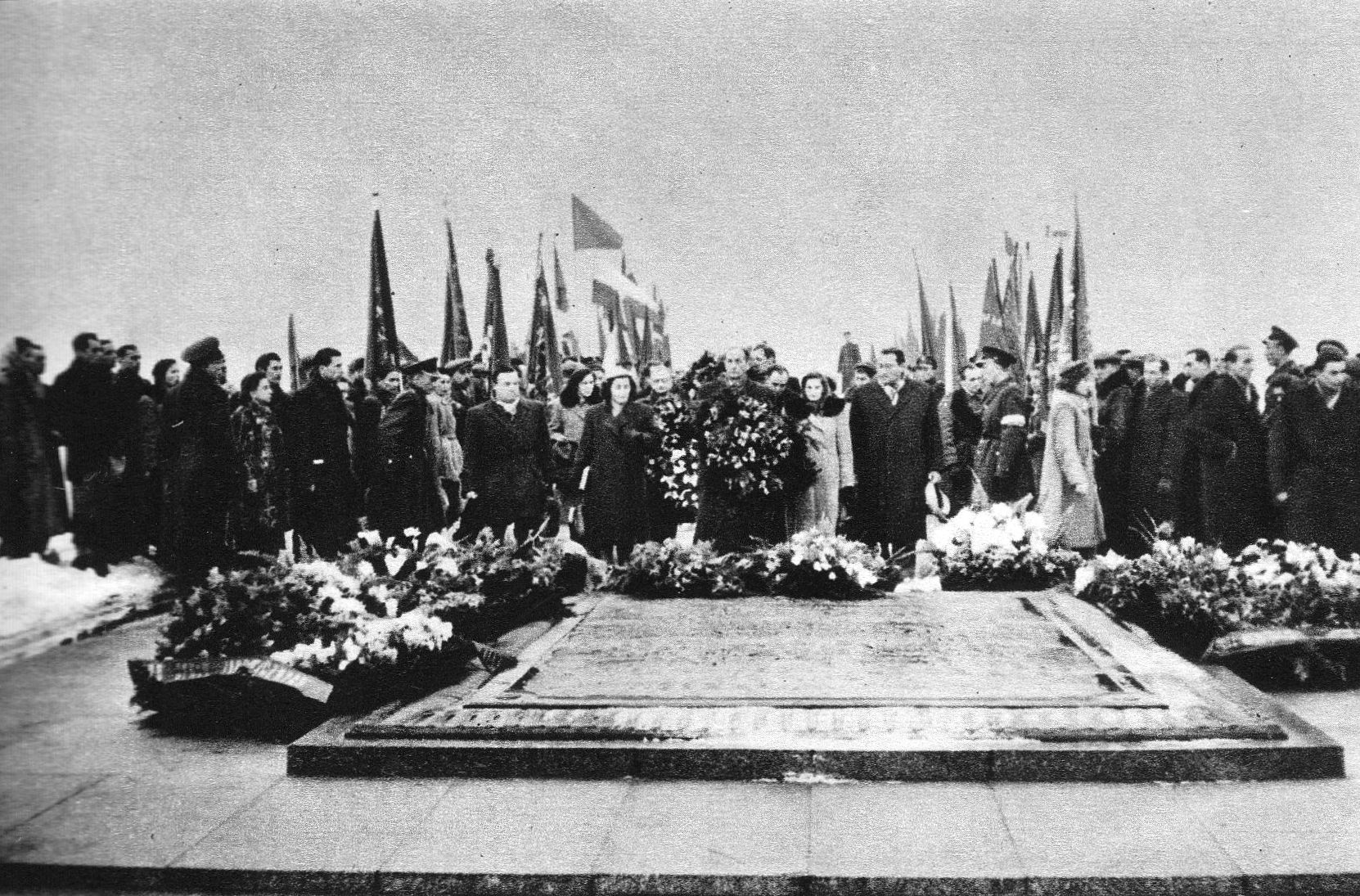
Uroczystości rocznicowe przy płycie, lata 50. lub wczesne lata 60. XX wieku

Płyta Desantu 3 Dywizji Piechoty 1 Armii WP, także płyta Czerniakowska lub płyta Desantu Czerniakowskiego – pomnik w formie płyty znajdujący się w Warszawie na osi głównej alei parku Marszałka Edwarda Rydza-Śmigłego między brzegiem Wisły a Wisłostradą (ul. Solec). Upamiętnia desant żołnierzy 1 Armii Wojska Polskiego, spieszących na pomoc walczącym powstańcom we wrześniu 1944.

## Opis
16 września 1944 ok. godz. 4 rano na lewym brzegu Wisły w pobliżu ul. Wilanowskiej wylądowała pierwsza grupa ok. 60 żołnierzy 9 Pułku Piechoty 3 Dywizji Piechoty im. Romualda Traugutta. Polacy lądowali pod silnym ogniem niemieckim w trzech nocnych rzutach: z 15 na 16, z 16 na 17 oraz z 17 na 18 września 1944. W tym czasie w rękach powstańców znajdował się niewielki fragment Górnego Czerniakowa, ograniczony ulicami: Zagórną, Czerniakowską, Okrąg, Ludną oraz brzegiem rzeki. 
W miejscu, gdzie lądowali polscy żołnierze, w 1946 odsłonięto tablicę pamiątkową, a we wrześniu 1951, w przeddzień 7. rocznicy desantu, odsłonięto pomnik w formie płyty zaprojektowany przez Zygmunta Stępińskiego i Kazimierza Marczewskiego. Na kamiennym podwyższeniu znajduje się brązowa tablica, obrzeżona ozdobnym fryzem, na którym wyryto tekst:
Na tym wybrzeżu

w dniach

od 16 do 23 września 1944 r. 

Oddziały 3 ciej Dywizji 

Piechoty Wojska Polskiego 

wspierane przez artylerię

i lotnictwo radzieckie – 

śpiesząc na pomoc walczącemu 

ludowi Warszawy – 

po sforsowaniu Wisły, stoczyły 

nierówny bój z przeważającymi 

siłami wojsk hitlerowskich. 

Śmiercią walecznych zginęło 

2056 żołnierzy i oficerów 

Wojska Polskiego 

i Armii Radzieckiej, 

oraz setki powstańców 

Czerniakowa i Solca. 

Chwała Bohaterom 

poległym za wolność 

Ojczyzny.

Upamiętnienie jest elementem większego założenia architektonicznego w postaci placu. Do 1951 w miejscu płyty znajdowała się tablica pamiątkowa ustawiona 1 sierpnia 1946.